# 빌리슈트
빌리슈트(알바니아어: Bilisht)는 알바니아 남동부 코르처 주의 코뮌이자 이전 지방자치체이다. 2015년 지방 정부 개혁에 따라 이곳은 코뮌이 되었고 데볼 지방자치체의 소재지가 되었다. 이곳은 예전에 데볼현의 중심지였다. 2023년 인구 조사 기준 인구는 7,287명이다. 그리스의 Kapshticë와의 국경으로부터 9 킬로미터 떨어져 있다. 빌리슈트는 해발 890m에 위치하고 있으며 여름은 시원하고 겨울은 추운 대륙성 기후를 가지고 있다. 이곳은 지역 농업, 광업, 식품 및 섬유 산업의 경제 중심지 역할을 한다.

## 지리
빌리슈트는 알바니아에서 가장 남동쪽에 위치한 도시로, 데볼 계곡의 동쪽에 자리하고 있다. 해발 880~970m 높이에 위치하며, 데볼 강(Kapshticë) 유역에서 Kokogllava 언덕까지 이어지는 구릉지대로 이루어져 있다. 면적은 1.4km²이며, 평균 해발고도는 925m로 알바니아에서 두 번째로 높은 도시이다. 가장 높은 도시는 해발 1020m에 위치한 에르세커(Ersekë)이다.
이 도시는 매우 유리한 지리적 위치를 가지고 있다. 알바니아와 그리스를 연결하는 고속도로가 지나가며, 이 고속도로는 Kapshticë 세관을 통해 연결된다. Kapshticë 세관은 빌리슈트에서 동쪽으로 7km 떨어져 있다. 북쪽으로는 Bitinckë(빌리슈트에서 동쪽으로 3km), 동쪽으로는 Kokogllava 언덕(해발 1140m), Stranra(해발 1280m), Sellcë(빌리슈트 근처의 초기 거주지) 및 Vërnik(동쪽으로 5km)이 있으며, 남쪽으로는 Vishoçicë(남쪽으로 3km)와 접해 있다. 서쪽으로는 데볼 강(Kapshticë)과 Poloskë(4km), Kuç(3km), Baban(5.5km), Hoçisht(6.5km) 마을과 경계를 이룬다. 빌리슈트의 인구는 약 12,000명이며, 데볼 지방자치체의 수도이다. 과거 데볼현의 중심지였다.
무슬림 수피교 성자 카짐 바바(Qazim Baba)의 마우솔레움이 빌리슈트에 있다.

## 기후
빌리슈트의 기후는 지중해성 기후이지만, 대륙성의 영향이 뚜렷하다. 높은 해수면(930m)과 바다와의 거리로 인해 빌리슈트의 여름은 따뜻하고 상쾌하고, 겨울은 춥고 눈이 내리며, 가을에는 상쾌한 가을이 찾아온다.

### 기온
연평균 기온은 9.9도이다. 일년 중 가장 더운 달은 7월로 평균 기온이 19.5도이고, 최고 기온과 최저 기온이 밤에는 14도, 낮에는 26.6도이다. 가장 추운 달은 1월로 평균 기온이 0.2도이고, 야간 평균 기온은 -3.6도, 주간 평균 기온은 4.1도이다. 최고 기온은 1988년 7월(39도)에 기록되었고, 최저 기온은 2012년 1월(-20도)에 기록되었다. 연간 기온 범위는 19.3도이다.

### 강수량
빌리슈트의 강수량은 알바니아의 다른 도시들에 비해 낮은데, 이는 이 지역을 둘러싼 튼튼한 대륙성과 산맥의 영향 때문이다. 연평균 강수량은 780mm이다. 가장 많은 강수량은 봄과 가을에 발생한다. 11월(100mm)과 10월(89mm)에 강수량이 가장 많다. 강수량은 대부분 5월에 발생하며, 평균적으로 15일간 비가 내리고 16일간은 건조하다. 가장 건조한 달은 8월(39mm)과 7월(40mm)이다. 건조한 날이 가장 많은 달은 8월로, 평균적으로 건조한 날이 23일이고 강수일은 8일이다. 가을 후반에는 눈이 내리기 시작하여 4월까지 내린다. 겨울에는 눈이 가장 많이 내리며, 주로 1월(평균 4일)과 2월(평균 5일)에 내린다. 일반적으로 봄철에도 눈이 내리는 경우가 있다.

### 서리
빌리슈트의 서리는 일년 중 8개월 동안 발생하며, 서리가 가장 많이 내리는 달은 1월(19일)이고 서리가 가장 적게 내리는 달은 5월(0.1일)과 10월(1.3일)이다.

### 바람
빌리쉬트에서의 바람은 주로 서쪽과 북쪽에서 불며, 가장 바람이 강한 달은 2월과 3월로 평균 풍속이 시속 9km이고, 가장 약한 달은 8월로 시속 6km이다. 가장 바람이 강한 달은 3월로, 평균 풍속이 시속 5km에 이르는 날이 15일 동안 지속되며, 가장 바람이 적은 달은 10월로, 평균 풍속이 시속 5km에 이르는 날이 7일에 불과하다.

### 해
가장 맑은 달은 8월로, 평균적으로 13일이 맑고 17일이 부분적으로 흐리거나 겨울 날씨이다. 반면, 가장 흐린 달은 5월로, 평균적으로 25일이 흐리거나 부분적으로 흐리고 6일이 맑다.

## 역사
빌리슈트 근처에는 초기 철기 시대의 요새가 있다.
빌리슈트(오스만 튀르크어: بهلشته, Bihlişte)는 수세기 동안 오스만 제국의 일부였다. 16세기 후반, 빌리슈트 카자의 무슬림들은 테넷 농장(바슈티나)을 소유하고 있었다. 빌리슈트는 수피 Halveti 교단의 중요한 중심지가 되었고 오흐리드의 테케(수피 수도원)에 의존하는 마을에 두세 개의 테케를 유지했다. 대동부 위기(Great Eastern Crisis)동안 산스테파노 조약은 빌리슈트와 같은 알바니아 지역을 거의 거대 불가리아 주로 제안했다. 그 후 얼마 지나지 않아 베를린 조약이 체결되어 이 도시와 주변 지역은 오스만 제국의 영토가 되었다. 오스만 제국 후기, 빌리슈트 나히야(nahiya)(하위 지구)는 알바니아와 아로마니아 체타(cheta)의 혁명 활동의 중심지였으며, 이들의 총 수는 약 150-200명이었다. 20세기 초까지 빌리슈트는 중요한 운송 노선에 위치한 장인 활동과 무역의 중심지였기 때문에 주변 농촌 지역에서 인구 성장을 경험했다. 또한 이로 인해 도시가 강도와 전쟁의 취약성에 노출되었다.

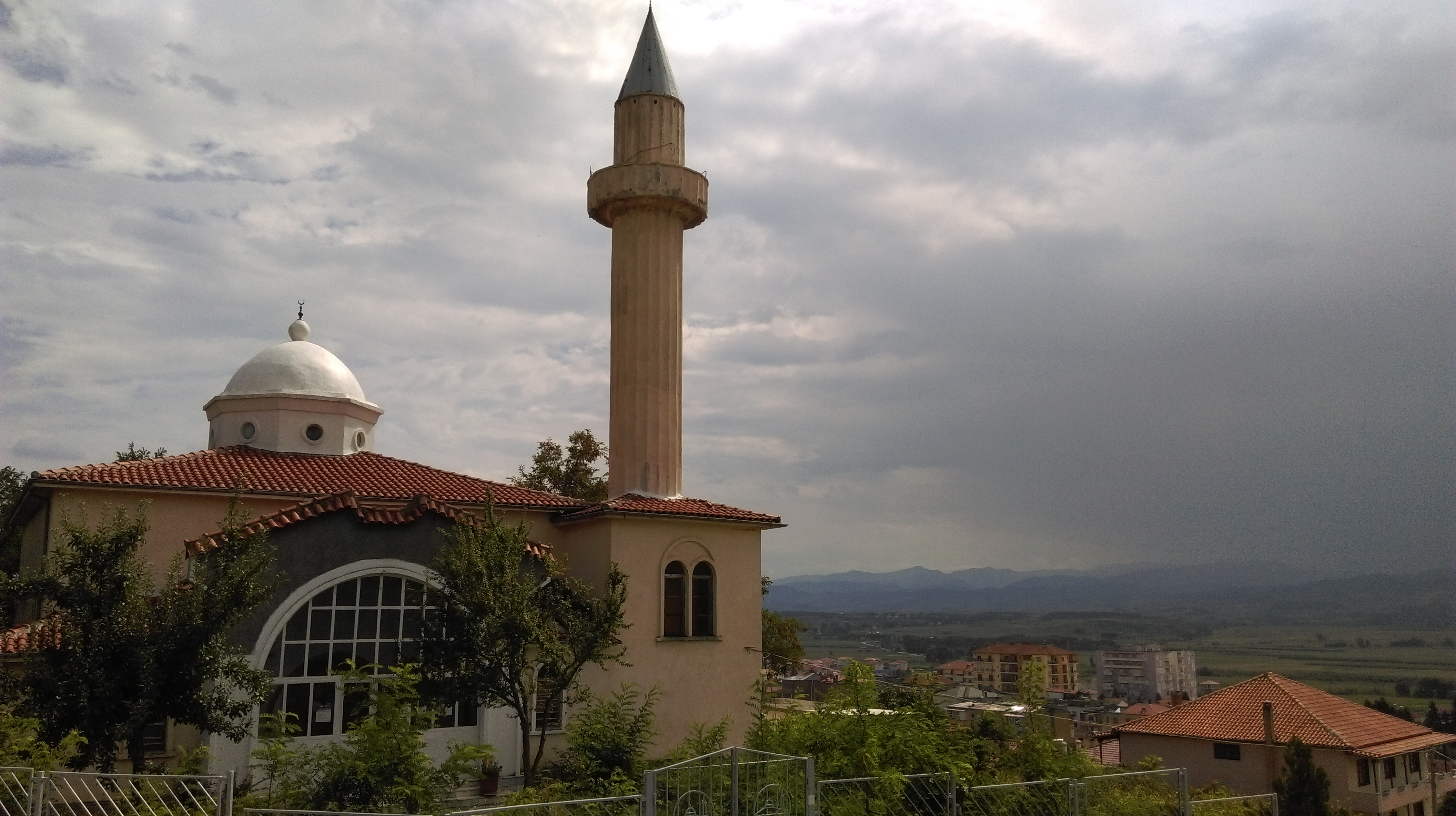
빌리슈트의 모스크

발칸 전쟁(1912~1913) 이후 빌리슈트는 알바니아의 일부가 되었다. 국경의 그리스 쪽에 있는 일부 무슬림 알바니아 마을은 1923년 그리스-터키 인구 교환 당시 종교적 이유로 주민들이 터키로 보내질 때까지 빌리슈트를 시장 마을로 사용했다. 1923년 알바니아 인구 조사에 따라 빌리슈트의 도시 지위가 인정되었다. 전간기 동안 Rifa`i 수피 교단의 타케(수피 수도원)가 빌리슈트에 존재했으며 주변 무슬림 농촌 인구의 일부가 호주로 이주했다. 빌리슈트는 또한 빌리슈트 지역의 중심지였다.
1960년대에 빌리슈트와 이웃 코르처 주변 지역은 국가 내 산악 지역(500m 이상) 중에서 인구 밀도가 가장 높았다. 알바니아 공산주의 정부는 빌리슈트 지역에 많은 벙커를 건설했다. 1990년대 초반에 알바니아에서는 기독교와 이슬람교가 부활했다. 따라서 빌리슈트에서는 1992년에 성 파라스케바 정교회(Shën e Premte)가 재건되었고, 1995년에는 새로운 모스크가 건립되었다. 알바니아의 공산주의 이후 도시는 기존 가족 관계로 인해 다른 지역에서 소수의 사람들이 이주해 온 곳이기도 하다. 빌리슈트에 새로운 상점이 문을 열었으며 이 지역은 투자를 유치한 여러 도시 중 하나가 되었다. 빌리슈트에 있는 옛 공산주의 시대의 벙커는 카페와 다른 용도로 재활용되었다. 2010년대 후반에 건설된 아제르바이잔 가스를 유럽으로 수송하는 트랜스 아드리아 해 파이프라인(TAP)이 빌리슈트를 통과한다.

## 인구
오스만 지리학자 하지 칼파(Hadji Khalfa, 1609–1657)는 17세기 중반 빌리슈트의 나히야(nahiya)(하위 지구)에 알바니아인과 불가리아인이 섞여 살았으며 지역적 혼란과 주민들의 이슬람으로 개종으로 인해 기독교 요소가 감소하고 있다고 기록했다. 19세기 초, 알바니아인과 이웃 슬라브계(불가리아계) 인구 사이의 민족적 경계는 빌리슈트의 동쪽에 가깝게 뻗쳐 있었다. 1805년과 1807년 사이에 영국 여행가 윌리엄 마틴 리크(William Martin Leake)는 이 지역을 지나가면서 민족적 경계를 언급했고 빌리슈트 사람들이 알바니아어를 사용한다고 언급했다.
1980년대에는 인구가 5600명이었다. 공산주의 이후 알바니아의 빌리슈트에는 무슬림과 정교회 기독교도가 섞여 살고 있었다. 1995년에는 인구가 8000명 이었고 2001년에는 7000명 이었다. Vërnik 마을을 제외한 빌리슈트를 포함한 데볼 지방자치체의 다른 모든 정착지에는 알바니아어를 사용하는 인구가 거주한다. 17세기에 빌리슈트에 정착한 마을에는 롬인 공동체도 존재한다. 2010년대 후반 현재 빌리슈트의 대부분 인구는 벡타시 교단의 무슬림이다.

## 교육
1881-1882년 동안 빌리슈트에 오스만 중등학교(rüştiye)가 문을 열었다. 12년 후 학생 수 감소와 단독 교사의 열악한 교육 질을 이유로 문을 닫았다. 1890년대 초에 초등학교로 전환되었다. 1890년대 중반에 이 학교는 중등학교로 전환되었고 이 지역에서 가장 작은 학교가 되었다. 1900년대에는 교사가 2명, 학생이 20명 정도였다.
1888년에 빌리슈트에서는 이미 그리스어 학교가 운영되고 있었으며, 1912-1914년 기간 동안에도 그리스어 교육은 여전히 존재했다. 알바니아의 공식 그리스 소수민족 지역 밖에 위치한 공산주의 이후의 빌리슈트에는 그리스어 및 문화 튜터링 센터가 있다.
현대 빌리슈트에는 20명의 교사가 있는 "Myteza Sala"와 25명의 교사가 있는 "Dritëro Agolli"라는 두 개의 알바니아 초등학교가 있다. 빌리슈트에는 알바니아 초등학교 "Fuat Babani"가 있으며 최대 800명의 학생을 수용하고 있다. 2018년 TAP 파이프라인에 60만 유로가 투자되어 완전히 재건되고 현대화되었다.

## 정부
17명의 의원으로 구성된 데볼 지방자치체의 시의회는 빌리슈트에 위치하고 있다. 2000년대 초 알바니아 지방 선거에서 롬인 공동체의 한 구성원이 시의원으로 선출되었다. 2011년 알바니아 지방선거에서 마케도니아 소수민족은 시의회 의원 1명을 선출하는 데 성공했다. 1990년대 초 알바니아의 그리스 정당 오모니아(Omonia)는 빌리슈트 출신의 지역 후보를 선거에 출마시켰지만 나중에 폭력 위협으로 인해 철회되었다.

## 대중 문화
알바니아의 민족음악인 다성음악, 아이소 폴리포니 노래 Në plepat Bilishtit (The poplars of Bilisht)에서는 빌리슈트 마을을 배경으로 남성의 용기, 명예, 그리고 가족의 가치를 기리고 있다.

## 갤러리

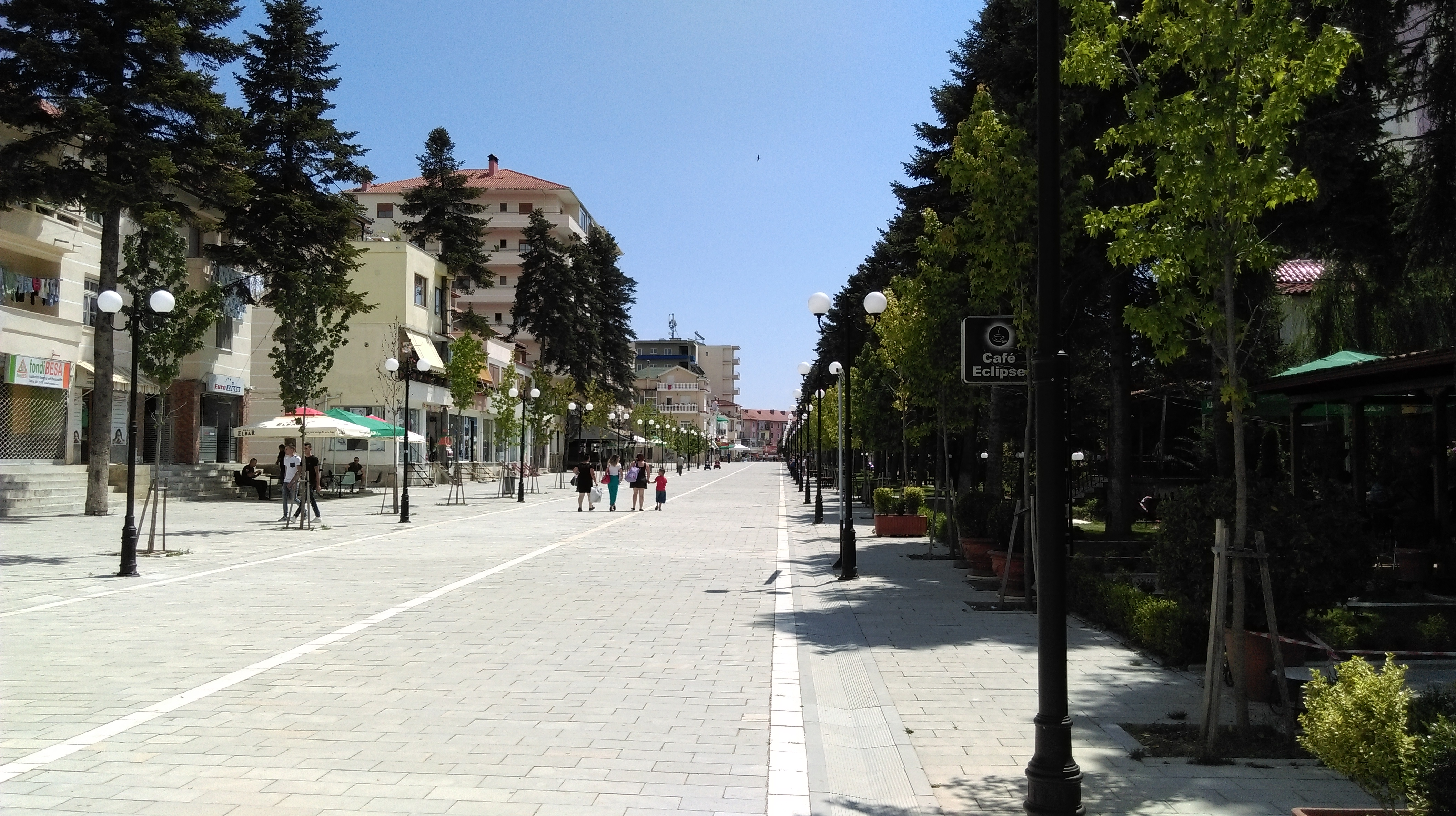
빌리슈트 중심
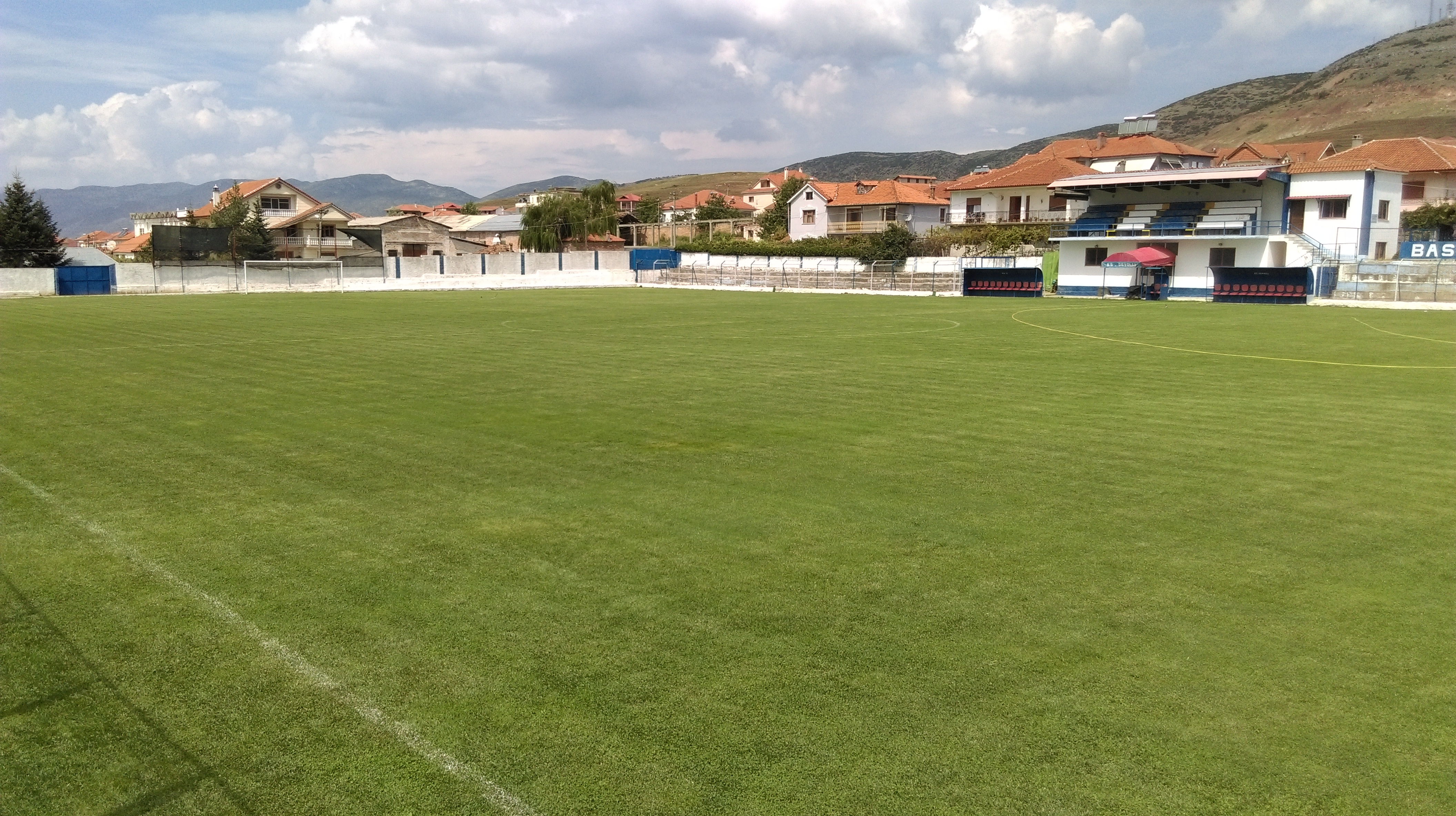
"데볼리" 경기장
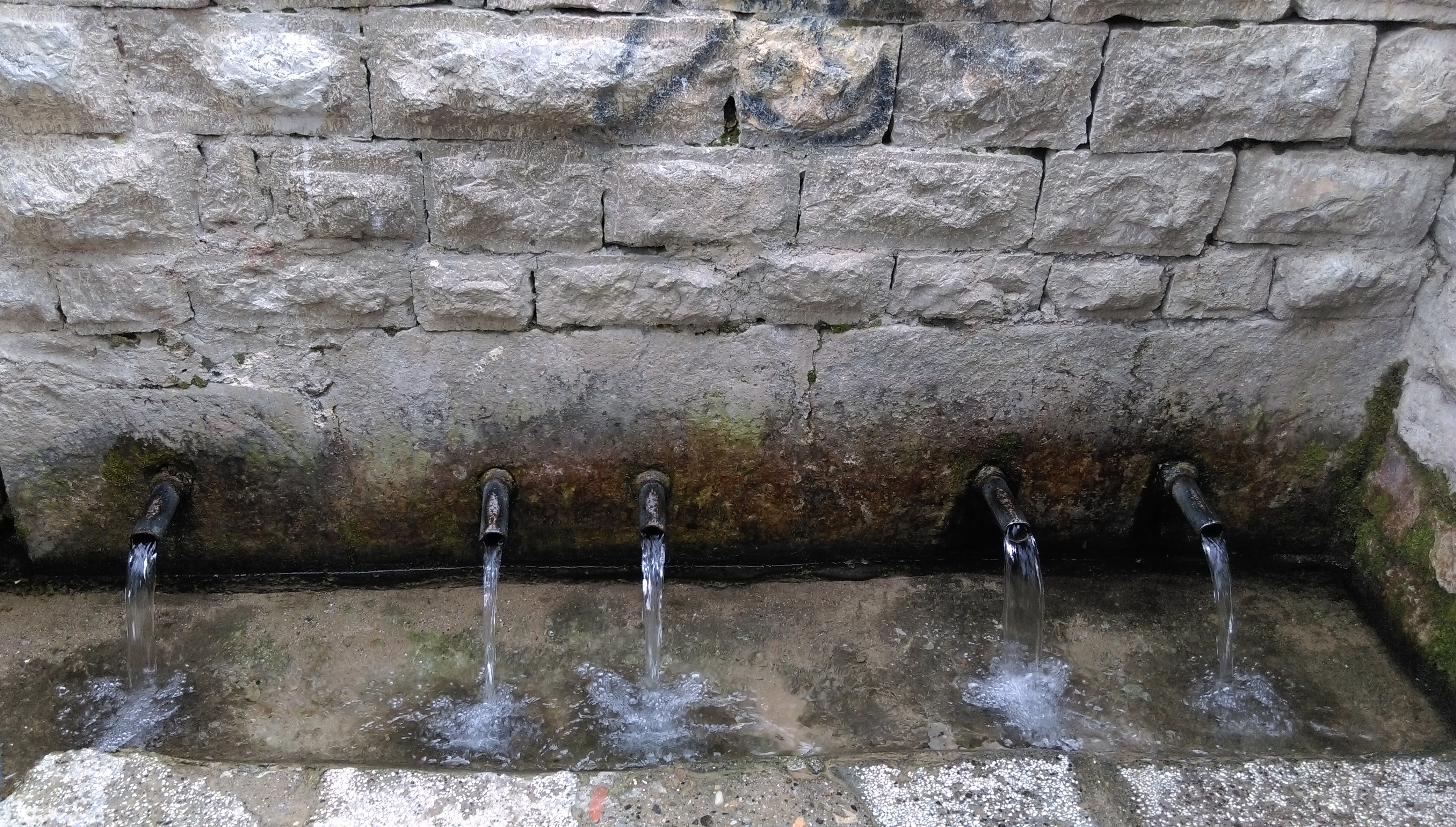
"Çezma e Madhe"(대형 분수), 1914-1918년 건립
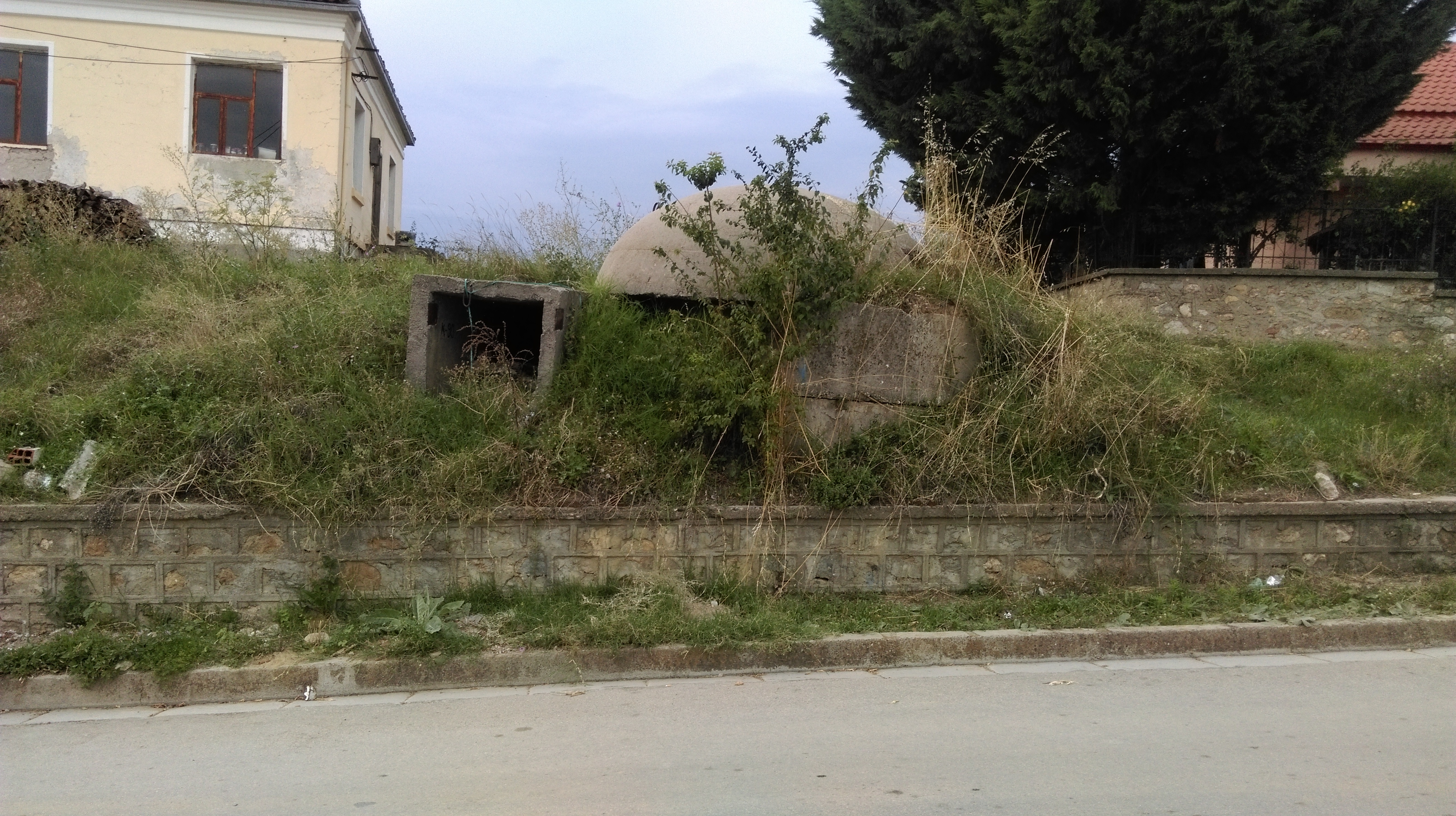
공산주의 시대의 벙커
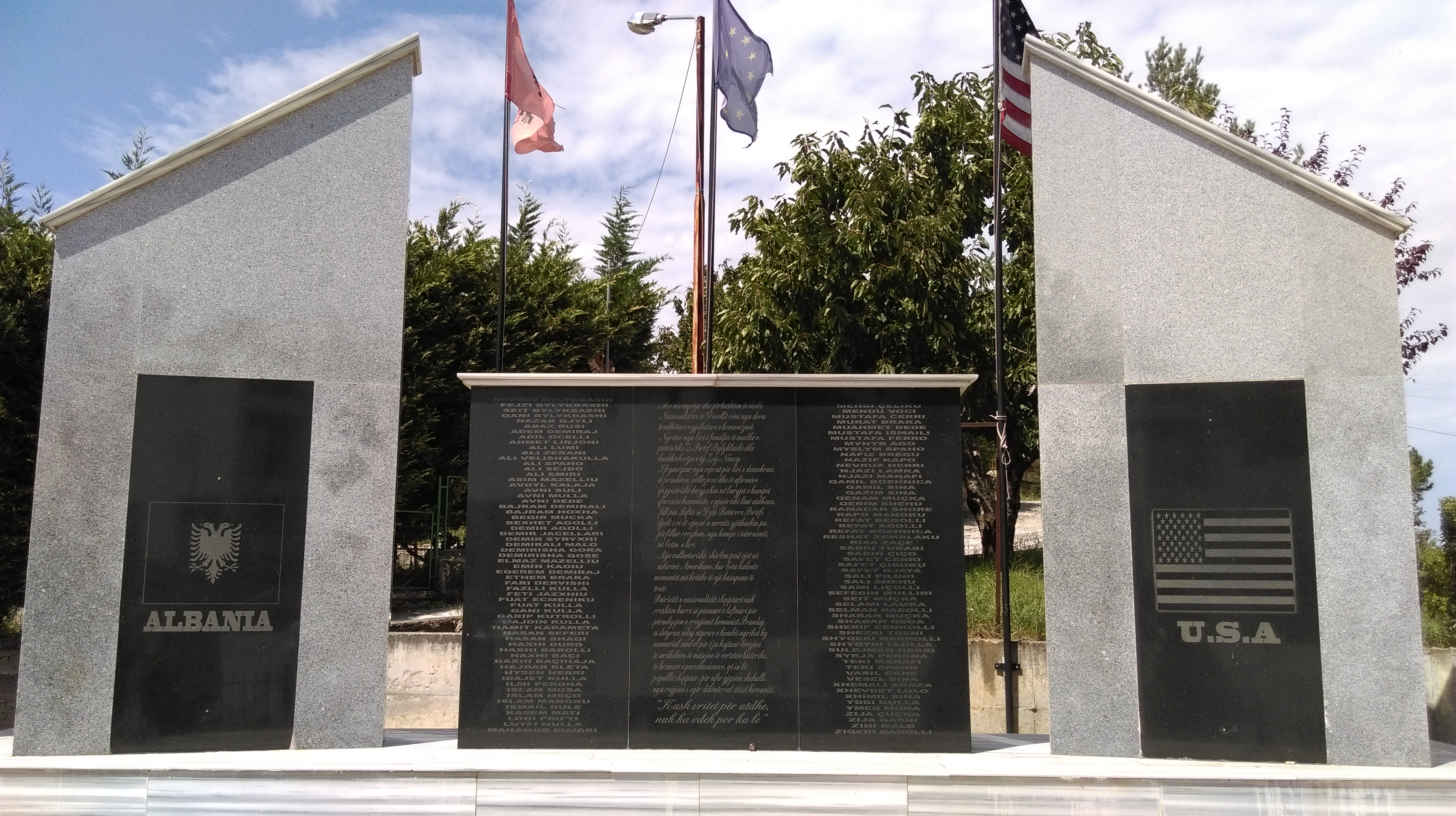
공산주의의 지역 희생자들을 기리는 기념비
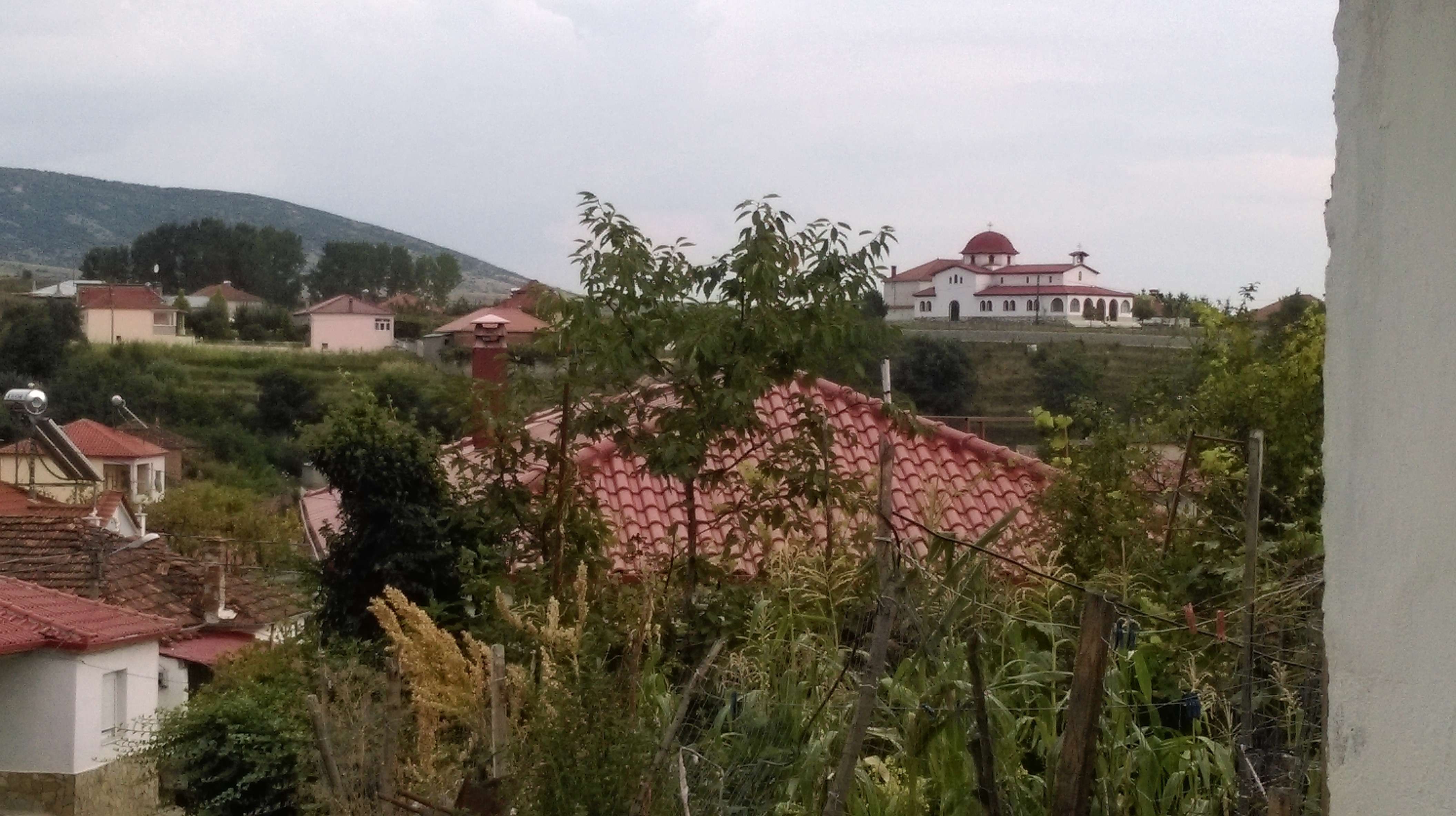
빌리슈트와 정교회(맨 오른쪽 구석)
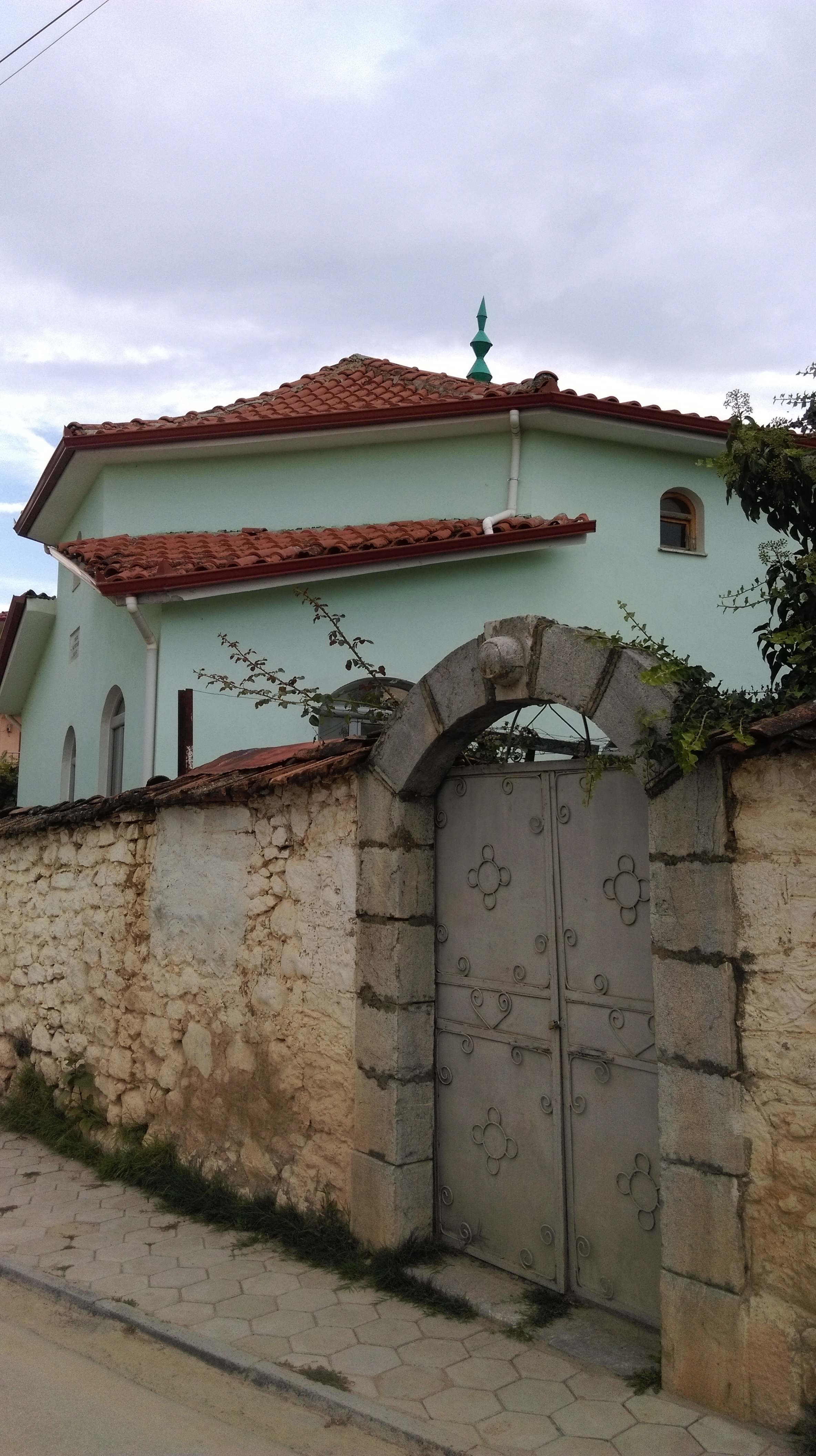
Halveti tekke
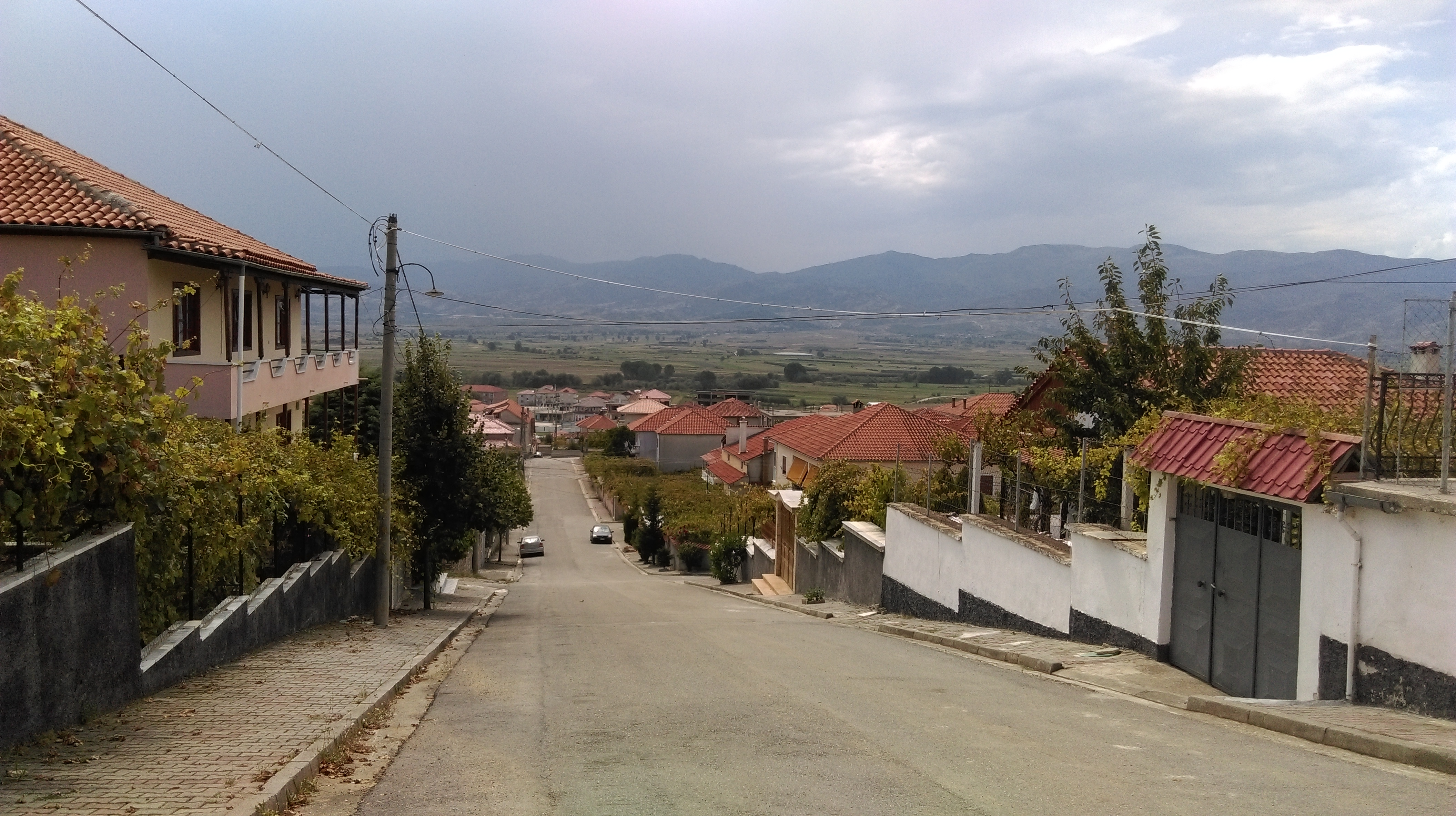
빌리슈트의 거리 풍경
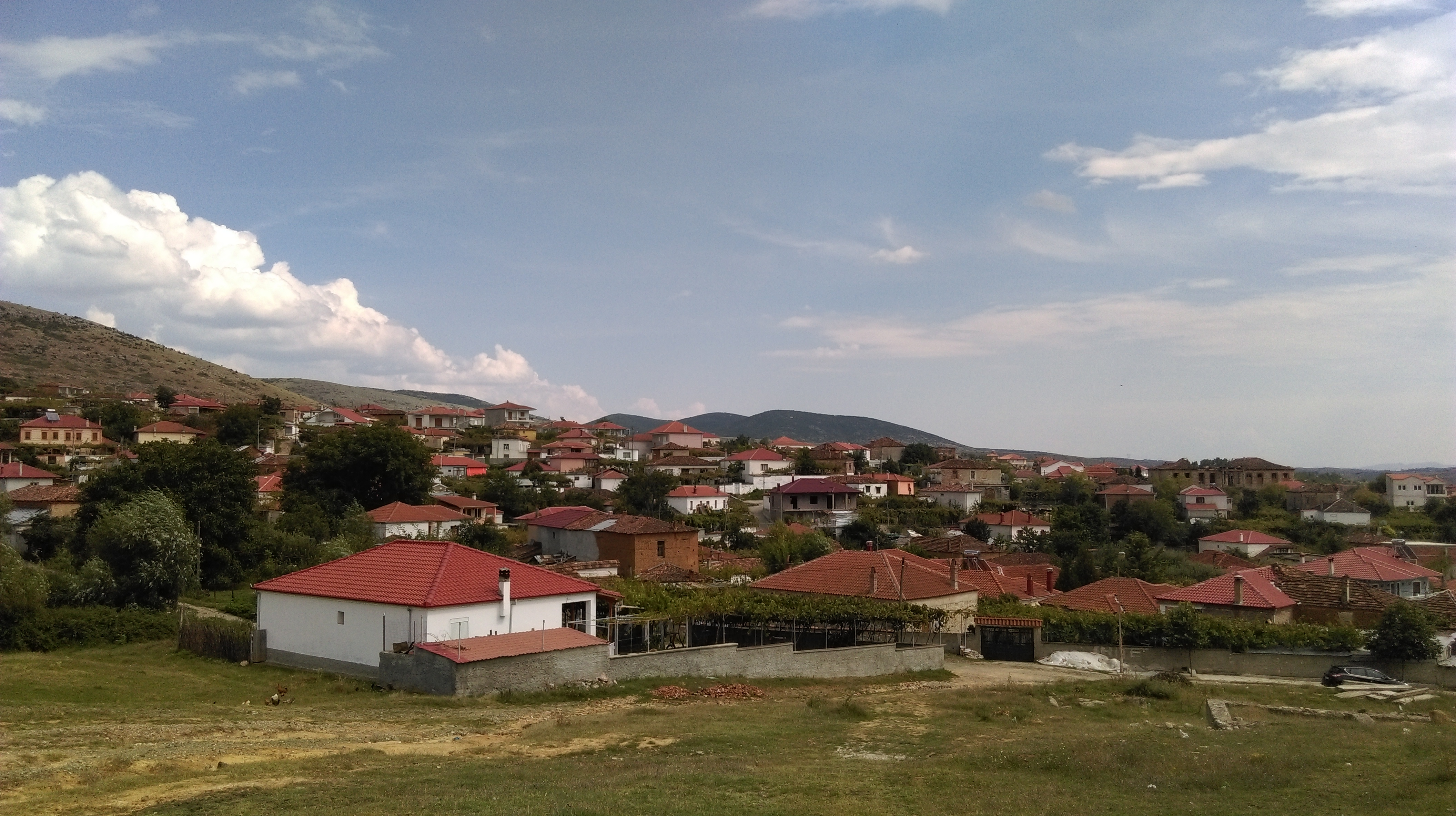
빌리슈트의 주택

## 둘러보기
- 분류:알바니아의 도시
- 분류:알바니아의 코뮌